# إد رينز
إد رينز (24 ديسمبر 1956 في الولايات المتحدة - ) (بالإنجليزية: Ed Rains)‏ هو لاعب كرة سلة أمريكي في مركز هجوم صغير الجسم. لعب مع سان أنطونيو سبرز.

## وصلات خارجية
- إد رينز على موقع إن بي أي (الإنجليزية)
- إد رينز على موقع سبورتس رفرنس (الإنجليزية)
- إد رينز على موقع كلية كرة السلة في سبورتس رفرنس.كوم (الإنجليزية)
- إد رينز على موقع ريلجم (الإنجليزية)
- إد رينز على موقع بروبوليرز (الإنجليزية)